# 17126 Sophiawang
A 17126 Sophiawang (ideiglenes jelöléssel (17126) 1999 JH68) a Naprendszer kisbolygóövében található aszteroida. A LINEAR projekt keretében fedezték fel 1999. május 12-én.